# Mărășești
Mărășești est une petite ville de Moldavie roumaine, dans le județ de Vrancea, à 20 km au nord de Focșani.
Le roi Milan Ier de Serbie y est né le 22 août 1854.
En 1917, pendant la Première Guerre mondiale, elle fut le champ d’une lourde bataille entre la Roumanie et l’Allemagne, par laquelle l'armée roumaine renforcée par la mission française Berthelot parvînt à stopper l'avance des troupes du Reich et à épargner à la Moldavie une occupation comme celle que subissaient la Valachie et la capitale Bucarest, préservant ainsi la souveraineté du pays (le gouvernement étant réfugié à Iași).
Un mausolée contenant les corps de 6 000 soldats roumains y a été construit pour commémorer la victoire de la Roumanie. L'un d'eux, anonyme et choisi au hasard, a été transféré en 1923 au monument du soldat inconnu de Bucarest ; celui-ci ayant été démoli en 1958 par les communistes pour être remplacé par un mausolée des héros du communisme, les restes ont été ramenés à Mărășești. En 1991, deux ans après la chute de la dictature communiste, le nouveau gouvernement décide de replacer les restes d'un Soldat inconnu au parc Carol à Bucarest.
La commune a été décorée le 28 avril 1920 de la croix de guerre 1914-1918.

## Démographie
Lors du recensement de 2011, 80,95 % des 10 671 habitants se déclarent roumains et 7,02 % comme roms (11,91 % déclarent une autre appartenance ethnique et 0,01 % déclarent appartenir à une autre ethnie).

## Administration
| Parti | Parti                                      | Sièges |
| ----- | ------------------------------------------ | ------ |
|       | Parti social-démocrate (PSD)               | 10     |
|       | Parti national libéral (PNL)               | 5      |
|       | Alliance des libéraux et démocrates (ALDE) | 2      |